# Azərsun Arena
Azərsun Arena – stadion piłkarski w Baku, stolicy Azerbejdżanu. Został wybudowany w latach 2013–2015 i zainaugurowany 26 września 2015 roku meczem ligowym pomiędzy Qarabağ FK, a Neftçi PFK (1:1). Arena powstała w miejscu poprzedniego stadionu im. Tofiqa Izmaiłowa. Obiekt może pomieścić 5800 widzów (wszystkie miejsca zadaszone). Posiada on typowo piłkarski układ, trybuny okalają boisko z trzech stron, od strony południowo-wschodniej (wzdłuż boiska) – trybuna główna – oraz za obiema bramkami. Od strony północno-zachodniej, wzdłuż linii bocznej boiska nie ma żadnej trybuny, znajduje się tam natomiast przylegające do głównej murawy pełnowymiarowe boisko treningowe. Swoje spotkania w roli gospodarza na arenie rozgrywają piłkarze klubu Qarabağ Ağdam. Stadion był jedną z aren Mistrzostw Europy U-17 w 2016 roku. Rozegrano na nim sześć spotkań fazy grupowej turnieju.